# Akti N (schip, 1982)
Akti N is de officiële maritieme naam van de zeevaardige (gasolie)tanker die onder de code A8HF4 (IMO: 8014746, MMSI:636012718) staat geregistreerd in Liberia.
De Akti N is van Japanse makelij. In 1982 werd het schip opgeleverd op een Japanse werf. Het schip heeft een lengte van 183 meter, een breedte van 32 meter en diepgang van 11,2 meter. Leeg weegt het schip 38.625 ton (dead weight). Anno 2009 vaart het schip onder Liberiaanse vlag met een Georgische en Filipijnse bemanning.

## Stranding
Op 10 juni 2009, rond 21.00 uur 's avonds, liep de Akti N op weg naar de Westerschelde (NL) door een onbekende oorzaak vast op strand voor de Boulevard Banckert (Vlissingen). Rond 02.00 uur 's nachts (11 juni 2009) werd het schip met sleepboten vlot getrokken nadat het schip eerst ballastwater had geloosd.
De reden van de stranding is niet bekendgemaakt, maar uit videomateriaal is echter wel gebleken dat het schip een rare manoeuvre maakte voordat het strandde.